# Rebeca Manríquez
Rebeca Manríquez  (Mexikóváros, Mexikó, 1959. február 9. –) mexikói színésznő, rendező és műsorvezető.

## Élete és pályafutása
1959. február 9-én született Mexikóvárosban. Karrierjét 1980-ban kezdte. 1995-ben Carlota szerepét játszotta a María című sorozatban. 2008-ban szerepet kapott az Árva angyalban.
Hozzáment Jorge Lavat színészhez, akitől két gyermeke született.

## Filmográfia

### Telenovellák
- Maricruz (Corazón indomable) (2013).... Nilda
- Utolsó vérig (El rostro de la venganza) (2012).... Sonia Castro
- Por ella soy Eva (2012)
- Verano de amor (2009).... Zulema Esdregal
- Fuego en la sangre (2008).... María Caridad
- Árva angyal (Cuidado con el ángel) (2008-2009).... Olga
- Fuego en la sangre (2008).... María Caridad
- Szerelempárlat (Destilando amor) (2007).... Agripina
- Alborada (2005).... Elvira Sandoval
- A vadmacska új élete (Contra viento y marea) (2005).... Takarítónő
- Velo de novia (2003).... Lamara
- María Belén (2001).... Pirueta anyja
- Paula és Paulina (La usurpadora) (1998).... Genoveva Sarmiento "La Tamales"
- Mi pequeña traviesa (1997).... Gloria
- Luz Clarita (1996)
- María (María la del barrio) (1995).... Carlota
- María Mercedes (1992).... Justa
- Al filo de la muerte (1991).... Sra. Gálvez
- La pícara soñadora (1991).... Raquel
- Carrusel (1989).... Inés de Carrillo
- El extraño retorno de Diana Salazar (1988).... Marisela Castro
- Amor ajeno (1983)
- Soledad (1981).... Tere
- El hogar que yo robé (1981)
- Espejismo (1981)
- Corazones sin rumbo (1980)

### Sorozatok
- Como dice el dicho (2013)....  Alejandra
- La rosa de Guadalupe (2013).... Maestra Elba (Epizód: La burra)
- Sexo y otros secretos (2008)
- Mujer, casos de la vida real (1997-2003) (10 epizód)
- Güereja de mi vida (2001).... Laura Patricia
- Al derecho y al Derbez (1995)